# Jennifer Dunn
Jennifer Blackburn Dunn (Seattle, 29 luglio 1941 – Alexandria, 5 settembre 2007) è stata una politica statunitense, membro della Camera dei Rappresentanti per lo stato di Washington dal 1993 al 2005.

## Biografia
Nata a Seattle, la Dunn crebbe nella vicina città di Bellevue. Dopo aver frequentato l'Università del Washington e la Stanford University, cominciò a lavorare come ingegnere di sistema. Nel 1993 approdò al Congresso come deputata per il Partito Repubblicano.
Durante il suo primo mandato la Dunn era l'unica deputata repubblicana per lo Stato di Washington, ma nel 1994 la delegazione congressuale di questo Stato fu coinvolta nella cosiddetta "rivoluzione repubblicana", cioè la conquista di numerosi seggi dei democratici da parte di politici di destra. La delegazione di Washington infatti si ritrovò ad essere composta da sette repubblicani e due democratici.
La Dunn servì alla Camera sei mandati, ma nel 2004 decise di non ricandidarsi e venne succeduta dal compagno di partito Dave Reichert. Dopo il ritiro la Dunn si trasferì ad Alexandria in Virginia, dove morì nel 2007 per un'embolia polmonare.